# 627030 Ciobanu
627030 Ciobanu este o planetă minoră (asteroid) din Inner Main Belt⁠(d). A fost descoperită pe 11 martie 2008 la Observatorul La Silla de . 
Obiectul prezintă o orbită caracterizată de o semiaxă mare de 1,9438150556386 UAi, o excentricitate de 0,099762860230985, o înclinație de 20,412066401364 ° în raport cu ecliptica.